# بوريسبيل
بوريسبيل (Бориспіль) هي مدينة في مقاطعة كيييفسكا في أوكرانيا.

## توأمة
لبوريسبيل اتفاقيات توأمة مع:
- دوموديدوفو